# Vaksdal (Kommune)
Vaksdalⓘ ist eine norwegische Kommune in dem Fylke (Provinz) Vestland; sie ist nach dem im Süden der Kommune liegenden Ort Vaksdal benannt.

## Geographie
Die Kommune grenzt im Südwesten an die Kommune Bergen, im Westen an Osterøy und, jenseits des Romarheimsfjords, an Alver, im Norden an Modalen, im Nordosten an Vik, im Osten an Voss, im Südosten an Kvam und im Süden an Samnanger. Das kommunale Zentrum ist im Ort Dale. Andere größere Ortschaften der Kommune sind das namensgebende Vaksdal und Stanghelle.
Die Natur der Kommune ist durch Fjorde und Fjellgebiete rund um das Flusstal Bergsdalen geprägt.

## Wappen
Beschreibung: In Gold drei pfahlweis gestellte schwarze Weberschiffchen.

## Wirtschaft und Verkehr
Sowohl die große Getreidemühle Vaksdal mølle im Ort Vaksdal als auch das Industriegebiet in Dale waren für die Kommune von wirtschaftlicher Bedeutung. Heute ist die Strickbekleidung der Firma Dale in Norway das bekannteste Produkt der Kommune.
Die Bergen und Oslo verbindenden Bergenbahn und Europastraße 16 (E16) durchqueren deren Territorium.
Die Bolstadstraumen bru im Verlaufe des Fylkesvei 569 über die Bolstadstraumen genannte Engstelle des Vikafjords war eine der ersten Netzwerkbogenbrücken.